# Onci
Onci è una località del comune italiano di Colle di Val d'Elsa, nella provincia di Siena, in Toscana.
Sorge poco distante dalla frazione di Gracciano dell'Elsa.

## Storia
Le prime notizie del luogo risalgono al 1115, quando vi doveva sorgere un piccolo castello ed una chiesa romanica, dedicata a San Michele, oggi ridotta a magazzino. Secondo alcuni documenti, una comunità di preti secolari avrebbe avuto la sua sede presso la chiesa di San Michele a Onci tra il XIII ed il XIV secolo.
Una bolla di papa Bonifacio IX del 24 febbraio 1398 fu spedita al priore di Onci circa una causa tra i consoli dell'Arte di Calimala di Firenze ed i fratelli Spinello, Duccio, Matilda e Caterina dello spedale di Sant'Eusebio alla Porta al Prato.
Nel 1745 sono contati a Onci 339 abitanti.

## Monumenti e luoghi d'interesse

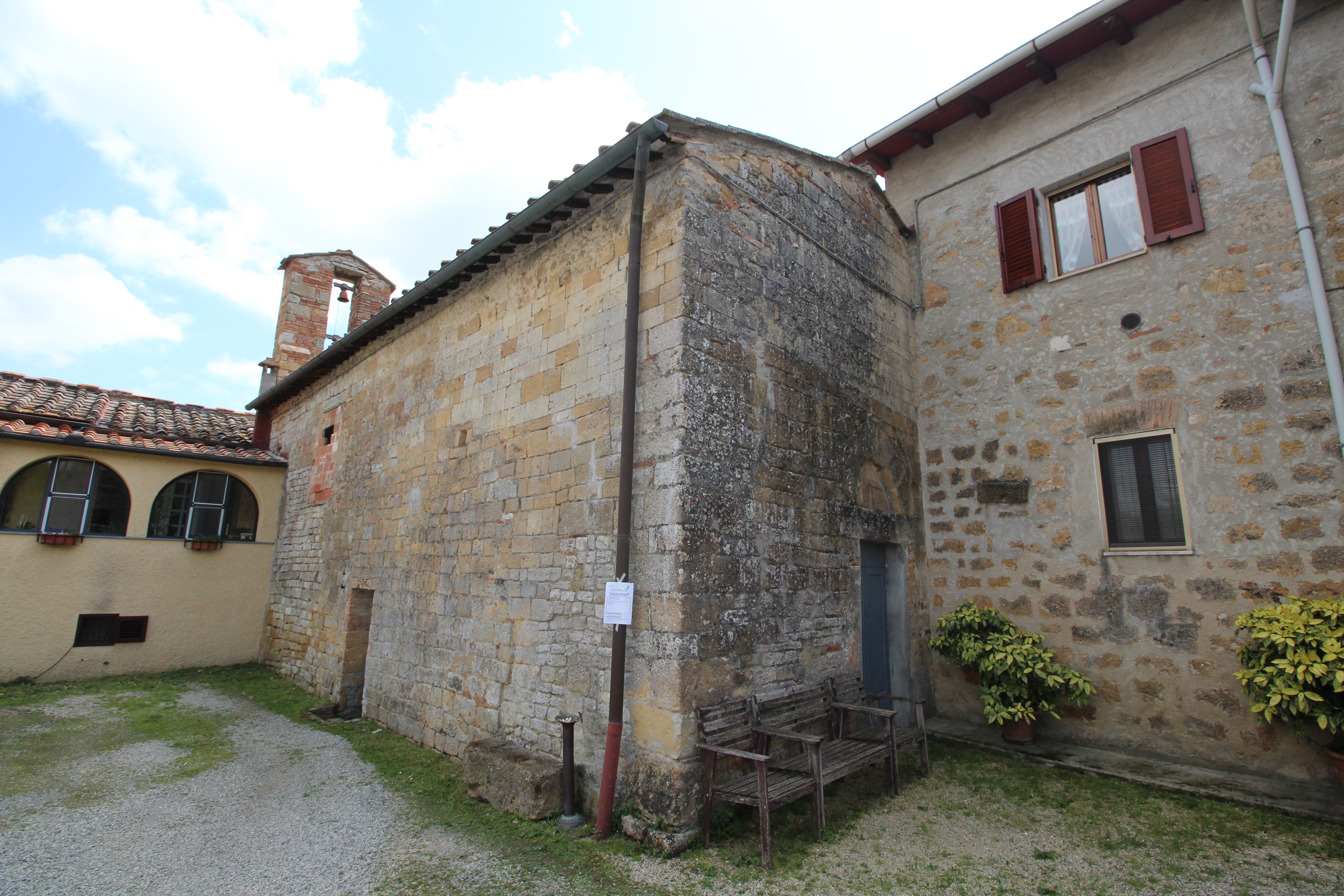
La chiesa di San Michele

Al centro del borgo si trova l'alto-medievale chiesa di San Michele, che fu parrocchia e che venne unita a Sant'Andrea di Scarna nel XVIII secolo.
Nelle vicinanze si trovano "Le Vene", sorgenti che alimentano un locale canale e che si riversano nell'Elsa.
Nei pressi di Onci sorge anche il mulino di Calcinaia, che ha visto i natali di Bartolommeo Scala, potente uomo politico a Firenze ai tempi dei Medici.